# Jonas Collin
Jonas Collin (6 de gener de 1776 - 28 d'agost de 1861) va ser un jurista danès i titular del Consell Privat de Dinamarca. Va ser un funcionari influent durant les últimes dècades de la monarquia absoluta danesa. El nom de Collin és un epítet provinent del seu besavi, Baltzer Jensen, procedent de Kolding.
Jonas Collin va ser l'únic fill d'un inspector de la Casa de Loteries de l'Estat, Niels Collin (1736 - 1797) i d'Ingeborg Bolten (1735-1817). Jonas va ser educat per tutors fins que el 1792 es va matricular a la Universitat on va aconseguir el títol d'advocat el 1795.
Jonas Collin, va ocupar gran varietat de càrrecs en posicions clau de confiança, fins i tot va ser membre del Teatre Reial. Jonas Collin, però, és recordat, sobretot, per la seva influència en les arts i la cultura. Va ser mecenes d'alguns dels més prestigiosos escriptors de Dinamarca del Segle d'Or com Hans Christian Andersen, que estava estretament relacionat amb Jonas Collin i la seva família. També van obtenir ajuda financera de Collin, Steen Steensen Blicher, Johanne Luise Pätges, i fins i tot, el famós jugador d'escacs Martin Severin From.